# Tusitala
Tusitala Peckham & Peckham, 1902 è un genere di ragni appartenente alla Famiglia Salticidae.

## Etimologia

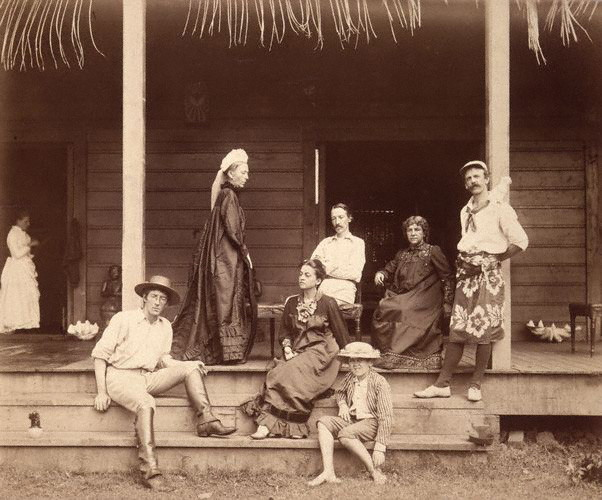
Robert Louis Stevenson al centro con la famiglia alle isole Samoa

Tusitala è un termine della lingua samoana che significa scrittore di storie e fu attribuito dal popolo samoano allo scrittore Robert Louis Stevenson che visse gli ultimi anni della sua vita proprio alle isole Samoa; venne sepolto sul Monte Vaea.

## Distribuzione
Delle nove specie oggi note di questo genere, ben otto sono africane; in particolare due specie, la T. barbata e la T. lyrata, sono quelle che vantano l'areale più vasto. Una specie è stata rinvenuta nello Yemen.

## Tassonomia
Considerato un sinonimo anteriore di Blaisea Simon, 1903 a seguito di uno studio dell'aracnologa Wesolowska del 2003.
A dicembre 2010, si compone di nove specie e una sottospecie:
- Tusitala barbata Peckham & Peckham, 1902[3] — Africa orientale e meridionale
  - Tusitala barbata longipalpis Lessert, 1925 — Etiopia, Africa orientale
- Tusitala discibulba Caporiacco, 1941 — Etiopia
- Tusitala guineensis Berland & Millot, 1941 — Guinea
- Tusitala hirsuta Peckham & Peckham, 1902 — Zanzibar
- Tusitala lutzi Lessert, 1927 — Congo
- Tusitala lyrata (Simon, 1903) — Africa occidentale, centrale e orientale
- Tusitala proxima Wesolowska & Russell-Smith, 2000 — Tanzania
- Tusitala unica Wesolowska & Russell-Smith, 2000 — Tanzania
- Tusitala yemenica Wesolowska & van Harten, 1994 — Yemen

### Specie trasferite
- Tusitala dubia (Wesolowska, 1989); trasferita al genere Wesolowskana con la denominazione provvisoria di Wesolowskana dubia (Wesolowska, 1989). A seguito di uno studio della stessa Wesolowska del 1998, di questi esemplari è stata riscontrata la sinonimia con Wesolowskana lymphatica (Wesolowska, 1989)[2].